# Rimini Calcio Football Club 1995-1996
Questa pagina raccoglie le informazioni riguardanti il Rimini Calcio Football Club nelle competizioni ufficiali della stagione 1995-1996.

## Rosa
| N. |                   | Ruolo | Calciatore             |
| -- | ----------------- | ----- | ---------------------- |
|    | Italia (bandiera) | C     | Stefano Argilli        |
|    | Italia (bandiera) | D     | Davide Baronio         |
|    | Italia (bandiera) | C     | Mauro Buratti          |
|    | Italia (bandiera) | A     | Ignazio Damato         |
|    | Italia (bandiera) | C     | Ivone De Franceschi    |
|    | Italia (bandiera) | C     | Massimiliano D'Urso    |
|    | Italia (bandiera) | C     | Enrico Fattori         |
|    | Italia (bandiera) | A     | Marco Francabandiera   |
|    | Italia (bandiera) | A     | Paolo Giometti         |
|    | Italia (bandiera) | C     | Massimiliano Maddaloni |

| N. |                       | Ruolo | Calciatore          |
| -- | --------------------- | ----- | ------------------- |
|    | Italia (bandiera)     | C     | Fabrizio Mastini    |
|    | Italia (bandiera)     | C     | Gabriele Mazzotti   |
|    | Italia (bandiera)     | C     | Mirco Mengucci      |
|    | Italia (bandiera)     | A     | Massimo Mezzini     |
|    | Italia (bandiera)     | P     | Alessandro Misefori |
|    | Italia (bandiera)     | D     | Davide Moretti      |
|    | Italia (bandiera)     | C     | Luca Paganelli      |
|    | Italia (bandiera)     | D     | Raffaele Perna      |
|    | Italia (bandiera)     | C     | Luca Armando Sbrega |
|    | San Marino (bandiera) | D     | Mauro Valentini     |

## Risultati

### Campionato

#### Girone di andata
| 3 settembre 1995 1ª giornata | Rimini | 0 – 1 | Cecina |  |

| 10 settembre 1995 2ª giornata | Forlì | 0 – 0 | Rimini |  |

| 17 settembre 1995 3ª giornata | Rimini | 0 – 1 | Baracca Lugo |  |

| 24 settembre 1995 4ª giornata | Ponsacco | 3 – 2 | Rimini |  |

| 1º ottobre 1995 5ª giornata | Rimini | 0 – 0 | Sandonà |  |

| 8 ottobre 1995 6ª giornata | Triestina | 0 – 0 | Rimini |  |

| 15 ottobre 1995 7ª giornata | Rimini | 3 – 0 | Centese |  |

| 22 ottobre 1995 8ª giornata | Vis Pesaro | 1 – 1 | Rimini |  |

| 29 ottobre 1995 9ª giornata | Rimini | 2 – 0 | Tolentino |  |

| 5 novembre 1995 10ª giornata | Rimini | 2 – 1 | Giorgione |  |

| 12 novembre 1995 11ª giornata | Imola | 1 – 0 | Rimini |  |

| 19 novembre 1995 12ª giornata | Rimini | 2 – 3 | Treviso |  |

| 3 dicembre 1995 13ª giornata | Pontedera | 1 – 2 | Rimini |  |

| 10 dicembre 1995 14ª giornata | Rimini | 2 – 2 | Livorno |  |

| 17 dicembre 1995 15ª giornata | Ternana | 1 – 1 | Rimini |  |

| 30 dicembre 1995 16ª giornata | Rimini | 2 – 2 | Fano |  |

| 7 gennaio 1996 17ª giornata | Fermana | 1 – 0 | Rimini |  |

#### Girone di ritorno
| 14 gennaio 1996 18ª giornata | Cecina | 0 – 3 | Rimini |  |

| 21 gennaio 1996 19ª giornata | Rimini | 1 – 0 | Forlì |  |

| 28 gennaio 1996 20ª giornata | Baracca Lugo | 1 – 1 | Rimini |  |

| 4 febbraio 1996 21ª giornata | Rimini | 1 – 0 | Ponsacco |  |

| 11 febbraio 1996 22ª giornata | Sandonà | 0 – 0 | Rimini |  |

| 18 febbraio 1996 23ª giornata | Rimini | 1 – 1 | Triestina |  |

| 25 febbraio 1996 24ª giornata | Centese | 1 – 1 | Rimini |  |

| 10 marzo 1996 25ª giornata | Rimini | 0 – 0 | Vis Pesaro |  |

| 17 marzo 1996 26ª giornata | Tolentino | 0 – 1 | Rimini |  |

| 24 marzo 1996 27ª giornata | Giorgione | 0 – 2 | Rimini |  |

| 31 marzo 1996 28ª giornata | Rimini | 1 – 2 | Imola |  |

| 14 aprile 1996 29ª giornata | Treviso | 1 – 0 | Rimini |  |

| 20 aprile 1996 30ª giornata | Rimini | 2 – 1 | Pontedera |  |

| 28 aprile 1996 31ª giornata | Livorno | 2 – 2 | Rimini |  |

| 5 maggio 1996 32ª giornata | Rimini | 2 – 0 | Ternana |  |

| 12 maggio 1996 33ª giornata | Fano | 3 – 2 | Rimini |  |

| 19 maggio 1996 34ª giornata | Rimini | 0 – 1 | Fermana |  |